# Sexta guerra siria
Las causas de la sexta guerra siria son oscuras. En 170 a. C., Eulao y Leneo, los dos regentes del joven rey ptolemaico Ptolomeo VI, declararon la guerra al rey seléucida Antíoco IV Epífanes. En ese mismo año, los hermanos menores de Ptolomeo, Ptolomeo VIII y Cleopatra II, fueron declarados co-gobernantes con el fin de reforzar la unidad de Egipto. Las operaciones militares no se iniciaron hasta 169 a. C., cuando Antíoco ganó rápidamente la iniciativa aprovechando la importante ciudad estratégica de Pelusio, en territorio tradicionalmente egipcio.
Cuando los egipcios se dieron cuenta de su locura al iniciar la guerra, Eulao y Leneo fueron derrocados y sustituidos por dos nuevos regentes, Comano y Cineas, y fueron enviados emisarios a negociar un tratado de paz con Antíoco. Antíoco tomó a Ptolomeo VI (que era su sobrino) bajo su tutela, dándole un control efectivo de Egipto. Sin embargo, esto fue inaceptable para el pueblo de Alejandría, que respondió proclamando a Ptolomeo VIII como único rey. En respuesta a este atrevimiento, Antíoco asedió Alejandría, pero fue incapaz de cortar las comunicaciones de la ciudad y también necesitaba hacer frente a una revuelta en Judea a finales de 169, por lo que retiró su ejército.
En ausencia de Antíoco, Ptolomeo VI y su hermano se reconciliaron. Antíoco, encolerizado por la pérdida del control sobre el rey, invadió de nuevo el país. Los egipcios pidieron ayuda a Roma y el Senado despachó a Cayo Popilio Lenas a Alejandría. Mientras tanto, Antíoco se había aferrado a Chipre y Menfis, e inició de nuevo la marcha a Alejandría. En Eleusis, en las afueras de la capital, se reunió Antíoco con Popilio Lenas, de quien había sido amigo durante su estancia en Roma. Pero en lugar de una cálida bienvenida, Popilio dio al rey un ultimátum de parte del Senado: debía evacuar Egipto y Chipre de inmediato.
Antíoco suplicó al romano tiempo para estudiar la orden de repliegue, pero Popilio cogió una caña de azúcar, empezó a trazar un círculo alrededor del seléucida en la arena y le ordenó no salir de él hasta que se decidiese. Antíoco optó por obedecer el ultimátum romano. El "día de Eleusis" puso fin a la Sexta Guerra Siria y a las esperanzas de Antíoco de conquistar territorio egipcio.
- Datos: Q372338